# Сотцы
Сотцы — деревня в Калининском районе Тверской области. Входит в состав Бурашевского сельского поселения.

## География
Деревня находится в юго-восточной части Тверской области на расстоянии приблизительно 21 км на юг от города Тверь.

## История
Деревня была отмечена на карте ещё 1853 года (тогда Садцы). В 1859 году здесь (деревня Сатцы Тверского уезда Тверской губернии) было учтено 10 дворов. В 1941 году отмечено 18 дворов.

## Население
Численность населения: 102 человека (1859 год), 2 (русские 100 %) в 2002 году, 12 в 2010.